# Energy and Environmental Science
Energy and Environmental Science ist eine monatlich erscheinende begutachtete wissenschaftliche Fachzeitschrift, die seit 2008 von der Royal Society of Chemistry herausgegeben wird. Chefredakteur ist Nathan Lewis vom California Institute of Technology. Im Jahr 2016 war sie im Science Citation Index in vier Kategorien gelistet und in drei davon die Zeitschrift mit dem höchsten Impact Factor aller dort aufgeführten Zeitschriften.

## Themen
Die Zeitschrift ist interdisziplinär ausgerichtet und hat das Ziel, chemische, physikalische und biotechnologische Wissenschaftsdisziplinen mit Bezug auf die Energieversorgung zu verknüpfen. Thematisch ist die Zeitschrift breit aufgestellt. Es werden Artikel zu allen Formen der Energiewandlung, zur Energiespeicherung und zu alternativen Treibstoffen publiziert. Darüber werden die Umweltauswirkungen bei der Energieversorgung und deren Verringerung behandelt und auch Arbeiten zu den Atmosphärenwissenschaften, der Globalen Erwärmung und zu Carbon-Capture-Maßnahmen veröffentlicht. Die Zeitschrift publiziert sowohl Originäre Forschungsarbeiten als auch Review-Artikel.

## Bedeutung
Der Impact Factor lag im Jahr 2020 bei 38,532, der fünfjährige Impact Factor bei 36,942. Damit lag die Zeitschrift auf Rang drei von 178 in der Kategorie „Chemie, multidisziplinär“ gelisteten wissenschaftlichen Zeitschriften, auf Rang drei von insgesamt 114 Zeitschriften in der Kategorie „Energie und Treibstoffe“, auf Rang eins von 143 Zeitschriften in der Kategorie „chemische Ingenieurwissenschaften“ und auf Rang eins von 274 Zeitschriften in der Kategorie Umweltwissenschaften.